# Onitis perbrincki
Onitis perbrincki är en skalbaggsart som beskrevs av Ferreira 1958. Onitis perbrincki ingår i släktet Onitis och familjen bladhorningar. Inga underarter finns listade i Catalogue of Life.